# Parque Nacional Machakhela

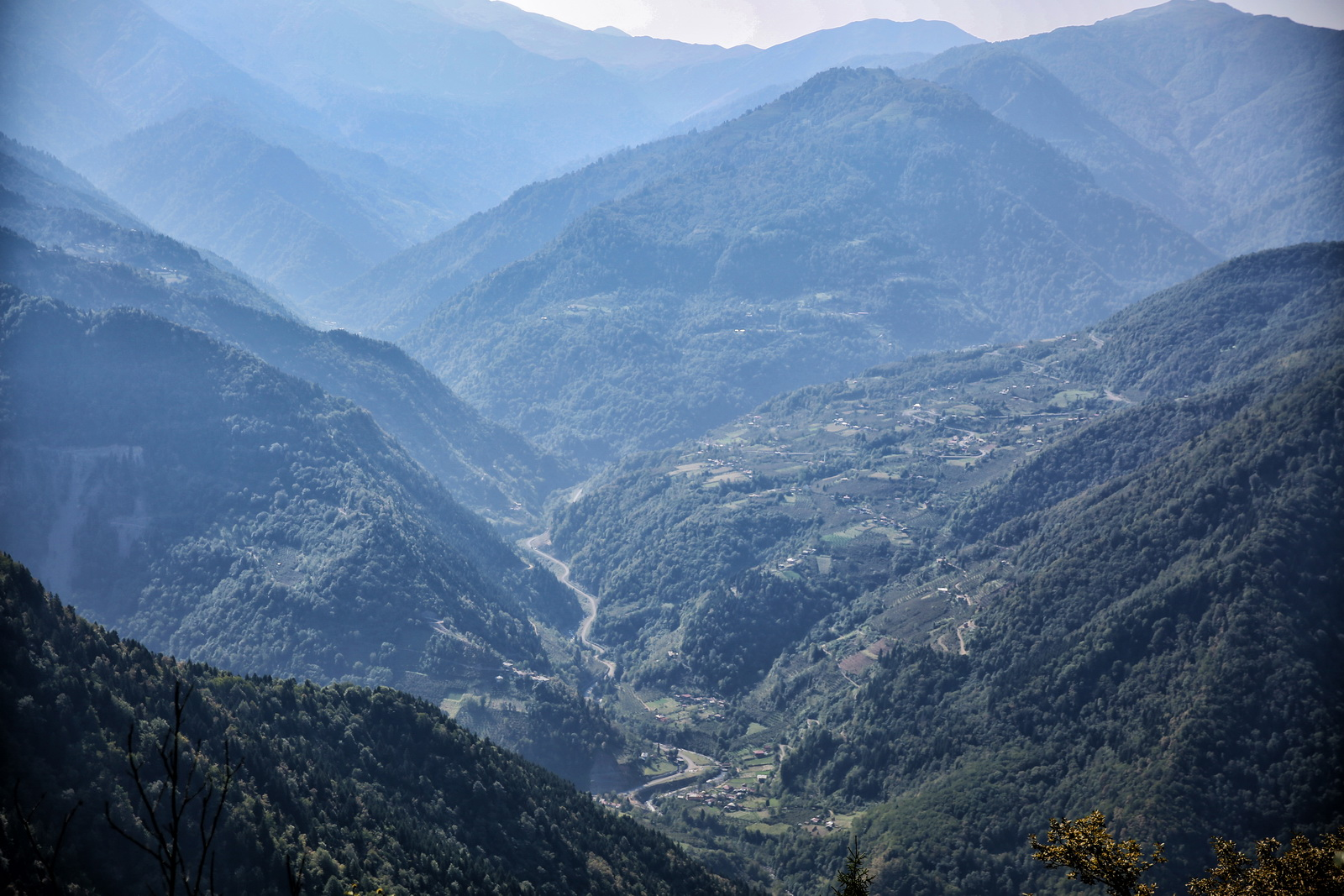
Vale localizado no parque nacional de Manchakhela, na Geórgia.

O Parque Nacional Machakhela é um parque nacional em Adjara, no vale do Machakhlistskali, na Geórgia. O parque foi estabelecido em 2012 com uma área de 8733 ha.
O parque prevê a preservação da biodiversidade biológica e paisagística única, a protecção a longo prazo do ecossistema das florestas temperadas da zona, a segurança ecológica e o turismo natural e ambiental, e actividades recreativas.